# KkStB 2

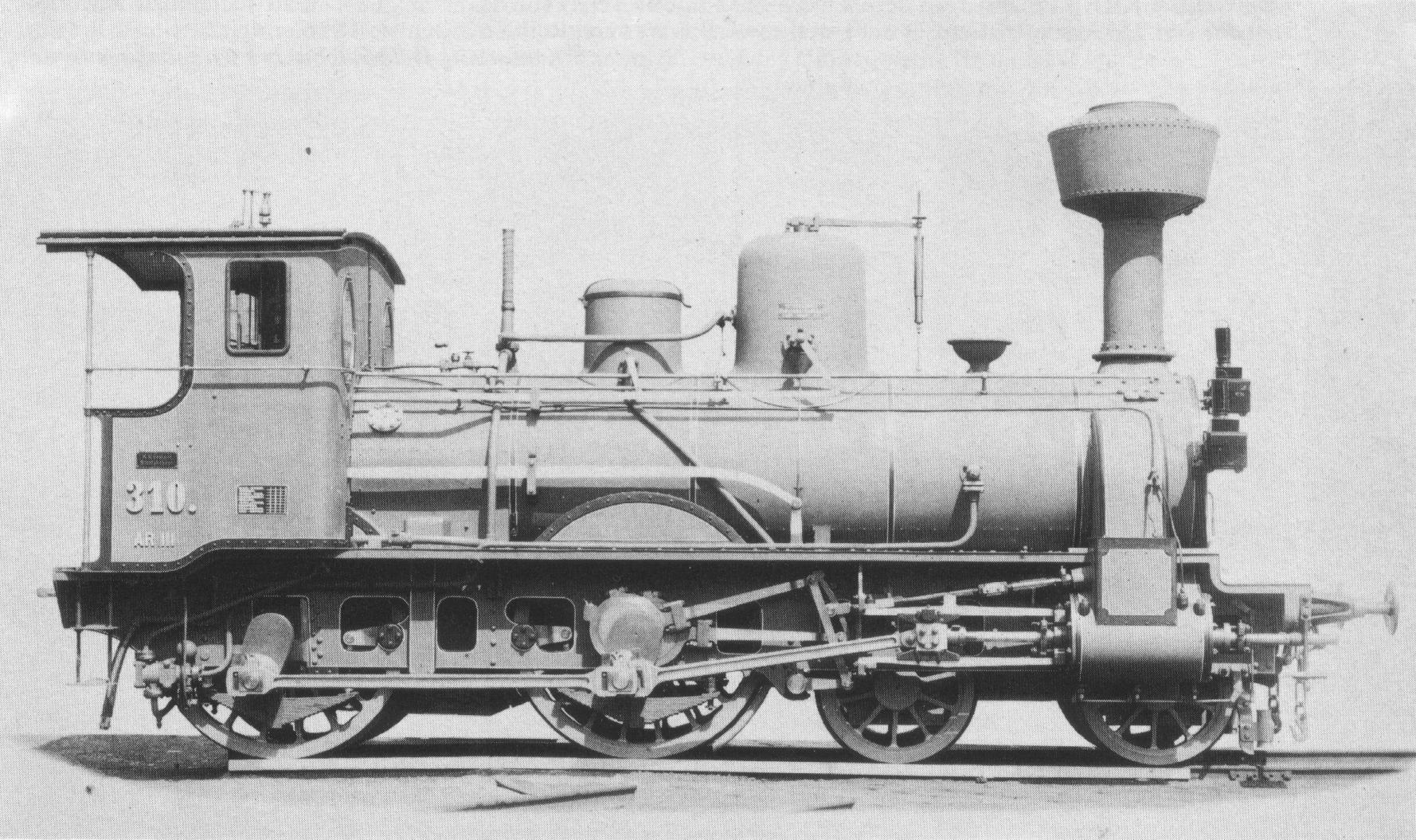
KkStB 2

KkStB 2 швидкісні паротяги, що використовувались на приватних і державних залізницях Австро-Угорської імперії.

## Історія
Локомотивобудівна фабрика Wiener Neustädter Lokomotivfabrik (WNL) випустила 1877 для Ц.к. привілегійованої залізниці імені імператриці Єлизавети (KEB) паротяги серії AR (KkStB 1). Згодом фабрика WNL виготовила для KRB 21 паротяг модернізованої серії AR III (1884/85) та 8 паротягів виготовилв фабрика StEG. Наступні 12 паротягів серії AR III фабрика WNL виробила для Галицької Трансверсальної залізниці (нім. Galizische Transversalbahn) (1885), які отримали позначення GalTrB 1153–1164. У Ц.к. Австрійській державній залізниці вони отримали серію 2 і номери: kkStB 201-229 для паротягів Ц.к. привілегійованої залізниці імені імператриці Єлизавети нім. k.k. privilegierte Kaiserin Elisabeth-Bahn (KEB) і kkStB 230-241 для паротягів Галицької Транверсальної залізниці. Позначення 1905 змінили на kkStB 2.01-41. Після модернізації паротягів серії AR (kkStB 1) вони отримали характеристики близькі до kkStB 2 і номери  2.42–60 (крім 2.47 і 2.55).
Після завершення війни 8 паротягів потрапило до PKP, де отримали позначення Od12 і експлуатувались до 1931 року. 24 паротягів опинилось в ČSD як серія 254.001-011 і для модернізованих 254.012-017 , які використовували до 1925/33 років (7 списали до 1922). 23 паротяги до BBÖ, де серія 2 використовувалась до 1930 р.  Окремі паротяги потрапили до JDŽ (1), УСРС.

### Технічні дані паротяга KkStB 2
|                              |                                           |
| Розміри                      | Параметри                                 |
| Роки випуску                 | 1884–1885                                 |
| Країна-виробник              | Австро-Угорська імперія                   |
| Завод-виробник               | Wr. Neustadt, StEG                        |
| Ширина колії                 | 1435 mm                                   |
| Тип                          | 2'B n2                                    |
| Кількість циліндрів          | 2                                         |
| Діаметр циліндрів            | 435 мм                                    |
| Хід поршня                   | 632 мм                                    |
| Діаметр рушійних коліс       | 1.720 мм                                  |
| Діаметр бігункових коліс     | 1.034 мм                                  |
| Загальна база рухомих коліс  | 2.400 мм                                  |
| Загальна колісна база        | 5.800 мм                                  |
| Загальна колісна база÷Тендер | 11.860 мм                                 |
| Тиск пари                    | 10 атм.                                   |
| Випаровуюча поверхня котла   | 116,20 м²                                 |
| Площа труб нагріву           | 7,90 м²                                   |
| Площа колосникових ґрат      | 2,06 м²                                   |
| Тендер                       | 8, 10, 13, 18, 22, 31, 34, 35, 36, 40, 66 |
| Маса паротяга порожнього     | 40,7 т                                    |
| Маса паротяга робоча         | 44,7 т                                    |
| Швидкість                    | 80 км/год                                 |
| Зчіпна маса локомотива       | 26,7 т                                    |